# Incendiary
Incendiary es una película de 2008 dirigida por Sharon Maguire y protagonizada por Michelle Williams, Ewan McGregor y Matthew Macfadyen. Está basada en la novela homónima de Chris Cleave.

## Sinopsis
Trata sobre la vida adúltera de una mujer cuya vida se destruye cuando su esposo y su hijo de cuatro años son asesinados en un atentado en un partido del Arsenal F.C.

## Elenco
- Michelle Williams - Madre joven
- Ewan McGregor - Jasper Black
- Matthew Macfadyen -  Terrence Butcher
- Nicholas Gleaves - Lenny
- Sidney Johnston - El chico
- Usman Khokhar - El hijo del bombero
- Nicholas Courtney - Arzobispo de Canterbury
- Tola Igbo - futbolista